# 阿德里安·帕克
阿德里安·帕克（英語：Adrian Parker，1951年3月2日—），英国男子现代五项运动员。他曾获得1976年夏季奥运会现代五项比赛男子团体金牌。他在该届奥运会也参加了个人小项，获得第五名。